# یو جه سوک
یو جه سوک (انگلیسی: Yoo Jae-suk; کره‌ای: 유재석؛ تلفظ کره‌ای: [jud͡ʑεsʌk̚] یا [ju] [t͡ɕεsʌk̚]، زادهٔ ۱۴ اوت ۱۹۷۲) کمدین، مجری و شخصیت تلویزیونی اهل کره جنوبی است. او چندین برنامه تلویزیونی در کره جنوبی از جمله اینفینیت چلنچ، رانینگ من، هپی توگدر و هنگ‌اوت وید یو را میزبانی کرده‌است. یو جه سوک به خاطر هوش و ذکاوت و زیرکی و جذابیت خود در میان طیف گسترده‌ای از جمعیت‌های سنی شناخته شده‌است و خود را به عنوان یکی از کمدین‌ها و شخصیت‌های تلویزیونی معروف کره جنوبی و همچنین یکی از مشهورترین و محبوب‌ترین سلبریتی‌های کره جنوبی جا انداخته‌است.

## اوایل زندگی و تحصیلات
یو جه سوک در ۱۴ اوت ۱۹۷۲ در سئول، کره جنوبی متولد شد و بزرگ‌ترین فرزند در میان سه خواهر و برادر است. در سال ۱۹۹۱ او تحصیلات دبیرستان خود را به پایان رساند و از دبیرستان یونگ‌مون در سئول فارغ‌التحصیل شد. در همان سال، یو جه سوک وارد گروه بازیگری در مؤسسه هنر سئول شد.

## زندگی شخصی
یو جه سوک در ۶ ژوئیه ۲۰۰۸، با گویندهٔ شبکهٔ ام‌بی‌سی، نا کیونگ اون (ko)، که در برنامهٔ اینفینیت چلنج با او همکاری می‌کرد، ازدواج کرد. در ۱ مه ۲۰۱۰، یو جه سوک و همسرش، صاحب یک پسر به نام یو جی هو شدند. فرزند دوم آن‌ها، یک دختر، به نام یو نا اون در ۱۹ اکتبر ۲۰۱۸ به دنیا آمد.